# 132718 Kemény
132718 Kemény è un asteroide della fascia principale. Scoperto nel 2002, presenta un'orbita caratterizzata da un semiasse maggiore pari a 2,8892828 UA e da un'eccentricità di 0,0575534, inclinata di 2,24056° rispetto all'eclittica.